# Lézat-sur-Lèze
 Lézat-sur-Lèze  es una población y comuna francesa, en la región de Mediodía-Pirineos, departamento de Ariège, en el distrito de Pamiers y cantón de Le Fossat.

## Demografía
| 1,612 | 1,739 | 1,861 | 1,832 | 1,964 | 2,114 |
| Para los censos de 1962 a 1999 la población legal corresponde a la población sin duplicidades (Fuente: INSEE [Consultar]) |       |       |       |       |       |

## Personalidades ligadas a la comuna
- François Verdier, secretario federal de la Liga francesa por los Derechos Humanos y miembro de la Resistencia francesa.

## Hermanamientos
- Ateca, España